# 오사카부 제18구
오사카부 제18구(大阪府 第18区)는 중의원 선거구이다. 1994년 공직선거법으로 신설되었다.
현재 중의원은 일본유신회 소속의 엔도 다카시이다.

## 지역
- 기시와다시
- 이즈미오쓰시
- 이즈미시
- 다카이시시
- 센보쿠 군

## 역대 중의원 의원
- 나카야마 다로 (소속정당: 자유민주당, 임기: 1996년 ~ 2009년)
- 나카가와 오사무 (소속정당: 민주당, 임기: 2009년 ~ 2012년)
- 엔도 다카시 (소속정당: 일본 유신회 → 유신당 → 일본유신회, 임기: 2012년 ~ 현재)